# Пули, Олаф
Олаф Пули (англ. Olaf Pooley; 13 марта 1914 — 14 июля 2015) — британский актёр и писатель. Снялся более чем в 70 фильмах и телесериалах, выступал в качестве сценариста и режиссёра.

## Биография

### Ранние годы
Родился в семье англичанина и датчанки в Паркстоне, Пул, Дорсет. Он изучал архитектуру, а затем живопись в Лондоне.

### Карьера
Дебютировал в кино в 1948 году в фильме режиссёра Слима Хэнда «Пенни и дело Поунолла».
Он написал сценарий и появился в одной из ролей в хорроре «Труп» (1971), в качестве автора сценария и режиссёра работал над «Монстром Джонстауна». Он также является сценаристом экранизации романа Бернарда Тейлора «Находка». Прочие работы Пули как сценариста включают в себя телевизионный фильм «Золото сокола», «Странный ребёнок» и «Жизненная сила» .
Пули появляется на телевидении в 1950 году и начинает сниматься в телесериалах: «Диксон из Док Грин», «Пол Темпл», «Джейсон Кинг», «Секретный агент Макгайвер» и «Звездный путь: Вояджер». В 1970 году Олаф сыграл помощника профессора в «Доктор Кто», Он также исполнил роль Ларса Торвика в первом эпизоде «Громил». В 1958 году он принимал участие в радиопостановках «Би-би-си» «Эмброуз» и «Буря» Шекспира. Пули играл в постановках Ноэля Коварда в театре Вест-Энд.
10 июля 2014 года Олаф Пули стал старейшим из живущих актёров сериала «Доктор Кто». Пули также является одним из 28 актёров, снимавшихся и в «Звёздном пути», и в «Докторе Кто».

### Личная жизнь
В 1946 году женился на актрисе Айрлин Халл. У пары родились двое детей — дочь Кёрсти и сын Сейтон. Позднее Олаф и Айрлин развелись. В 1982 году Пули заключил брак с Габриэль Бомон. В 1986 году Пули эмигрировал в США и обосновался в Южной Калифорнии в Санта-Монике, где он посвятил себя живописи.
Скончался 14 июля 2015 года в возрасте 101 года.